# 梅丽特克塞尔·巴泰特
梅丽特克塞尔·巴泰特·拉马尼亚（1973年3月19日—），女，加泰罗尼亚巴塞罗那人，西班牙法学家，加泰隆尼亞社會主義者黨政治人物。担任过西班牙地方政策与公共职能大臣等公职。前任西班牙众议院议长。

## 生平

### 早年与教育
1973年生于巴塞罗那。毕业于格拉维中学，获得奖学金。1995年毕业于庞培法布拉大学法学专业，获学士学位。参与研究生课程，完成一篇关于欧盟法的论文。1995年至1998年，她在庞培法布拉大学任教，主要讲授行政法。1998年后担任宪法学教授。2013年，以论文《西班牙的辅助性原则》获博士学位。

### 政治生涯
巴泰特在大学里接触了政治。当时加泰罗尼亚社会党总书记纳西斯·塞拉急需一些无党籍的人士做秘书协调工作。在论文导师的介绍下，巴泰特在社会党秘书处工作了2年。
在2004年西班牙大选中，她作为加泰罗尼亚社会党的代表参加议员选举，在加泰罗尼亚社会党竞选名单中名列第9，最终当选为众议院巴塞罗那选区议员。在2008年和2011年西班牙大选中均获得连任。
2013年2月，她在众议院的一次针对加泰罗尼亚独立问题的大会上投了赞成票，被党组织以违反党纪为由，处以600欧元的罚款。
2014年7月，她被任命为西班牙工人社会党联邦执行委员会研究与计划书记。
在2015年的大选中，她当选为众议院马德里选区议员。在经历了政治僵局后，她在2016年的重新大选中改选至巴塞罗那选区，并成功当选。
在2018年西班牙政府不信任案公决后，人民党主席马里亚诺·拉霍伊被迫辞职，工人社会党总书记佩德羅·桑切斯成为新任西班牙首相。在重组内阁中，她被任命为地方政策与公共职能大臣，6月7日正式就职。在2019年4月西班牙大选后，她被选举为众议院议长，并于2019年5月20日辞去了大臣职务，由路易斯·普拉纳斯代理接替。